# ふたつの昨日と僕の未来
『ふたつの昨日と僕の未来』（ふたつのきのうとぼくのみらい）は、2018年の日本映画。通称「ふた僕」。愛媛県新居浜市を舞台としたオリジナル作品で、「新居浜市市制80周年」の事業にも位置付けされ、新居浜市の全面協力により、オール新居浜ロケで製作された。監督・脚本は地元愛媛出身の大森研一、主演は佐野岳、主題歌は新居浜市出身で観光大使でもある水樹奈々(「サーチライト」)が担当した。

## 概要
本作の構想は、大森監督が映画『瀬戸内海賊物語』の撮影で新居浜市を2012年に訪れた事に端を発する。以来、監督は年々祭りを訪れたり市内各地を巡るなど親交を深める。2018年の同市市制80周年を機に、本格的に映画製作を始動。監督自身が同市で実際に体験したり培ったものを反映しながら、「同市オールロケ」としたオリジナル脚本を執筆。撮影では、住友の発祥の地である別子銅山跡地や新居浜太鼓祭りが採りあげられ、数千人ものエキストラが参加。また、市民が毎日炊き出しを振る舞うなど、官民を問わず多くの市民が参加しての制作となった。主人公の食卓には、大森監督作品では恒例となっている砥部焼も登場している。

## あらすじ
マラソンランナーとしてオリンピックを目指していた海斗（佐野岳）は、怪我で現役を断念した過去を持つ。今は市役所に勤め、無気力な日々を過ごしてきたあげく、恋人の真里乃（相楽樹）にも見放される。そんなある日、銅山跡地の山奥で不思議な洞穴を見つける。そこを抜けた瞬間、もうひとつの自分の人生の記憶が頭を駆け巡った。街に戻ると、海斗はオリンピックの金メダリストとして街の英雄になっていて、喧嘩していたはずの真里乃とは順調に交際中。市役所では、事故で亡くなったはずの父・悟が上司として働いていた。さらに家では、生きていたはずの祖母・智恵子は亡くなっていて、逆に亡くなっていたはずの祖父・哲夫が生きていた。混乱するなか、洞穴から元の世界へ戻る海斗。そこには相変わらず自堕落に生きる自分がいた。嫌気がさした海斗は、成功しているほうの人生を欲してまた洞穴へ向かう。２つの世界の狭間で揺れ動く海斗。果たして彼が進む未来は？

## キャスト
- 越智海斗 - 佐野岳
- 矢野真里乃 - 相楽樹
- 白石良介 - 菅谷哲也
- 白石絵梨 - 菅野莉央
- 環奈 - 鶴見萌
- 鈴木太一 - 中村祐志
- 黒川賢三 - 久保田悠来
- 柴田小百合 - 宮地真緒
- 新居浜市長 - 榎木孝明
- 越智悟 - 神保悟志
- 真田議員 - 枝廣篤昌

## 関連商品
- シングルCD『NEVER SURRENDER』（水樹奈々、2018年10月24日）
  - 主題歌「サーチライト」収録